# Aclytia mictochroa
Aclytia mictochroa là một loài bướm đêm thuộc phân họ Arctiinae, họ Erebidae.